# Артур Хазелиус
Артур Имануел Хазелиус (на шведски: Artur Immanuel Hazelius) е шведски етнограф, филолог и музеен деец.

## Биография
Роден е на 30 ноември 1833 година в Стокхолм в семейството на офицер. През 1860 година завършва Упсалския университет, след което работи като учител, участва в съставянето на учебници и предложения за правописна реформа. През 1873 година основава в Стокхолм етнографския Северен музей, а през 1891 година – музея на открито „Скансен“.
Артур Хазелиус умира на 27 май 1901 година в Стокхолм.